# Карл Аксель Магнус Ліндман
Карл А́ксель Ма́гнус Лі́ндман (швед. Carl Axel Magnus Lindman; 6 квітня 1856, Гальмстад — 21 червня 1928) — шведський ботанік та художник, відомий ілюстрованою працею про північну флору «Bilder ur Nordens Flora», опублікованою у 1901—1905 роках.

## Біографія
З раннього дитинства Карл ріс без батька, який помер у 1857 році. У 1864 році родина переїхала у Векше, де Карл пішов до початкової школи. Здобувши середню освіту, у 1874 році Ліндман вступив до Упсальського університету, де у 1878 році став бакалавром ботаніки та зоології. У 1884 році він став ад'юнкт-професором ботаніки та доктором філософії.
З 1887 року Ліндман викладав природознавство у школі Norra Latin у Стокгольмі, працював у Шведському музеї природної історії та виконував обов'язки асистента у Бергіанському ботанічному саду.
У 1892—1894 роках Ліндман здійснив подорож до Бразилії та Парагваю, після чого повернувся до викладацької діяльності. Під час поїздок він зібрав багаті колекції рослинності Південної Америки. Опрацювавши дані, отримані за океаном, Ліндман опублікував велику кількість статей про папоротники та рослини родин Осокові, Бобові, Бромелієві.
З 1896 до 1900 року Ліндман був наставником синів майбутнього короля Швеції Густава V.
У 1905 році Ліндман був призначений на посаду професора ботаніки Шведського музею природної історії. На цій посаді він перебував до виходу на пенсію у 1923 році.
У 1913 році був обраний членом Шведської королівської академії наук.

## Почесті
На честь Ліндмана названо рід Lindmania Mez (1896) родини Бромелієві (Bromeliaceae).

## Праці
Після поїздок по Південній Америці Ліндман опублікував ряд робіт та статей, в яких описав багато раніше недосліджених видів.
- Vegetationen i Rio Grande do Sul, 1900
- Bilder ur Nordens Flora, 1901—1905
- Lärobok i botanik, 1904
- Svensk fanerogamflora, 1918

У першому виданні книги «Bilder ur Nordens Flora» (1901—1905) використані праці з «Svensk botanik» художника швед. Johan Wilhelm Palmstruch, для другого видання, яке вийшло у 1917 році, Ліндман виконав 144 нові ілюстрації. Згодом, у 1977—1978 роках, вийшло оновлене видання «Bilder ur Nordens Flora».

## Ботанічні ілюстраціїЛіндмана з книги "Bilder ur Nordens Flora"

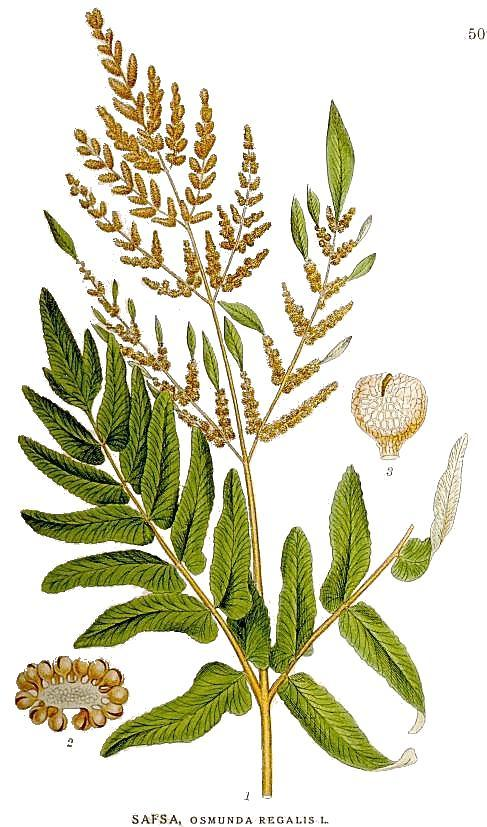
Osmunda regalis
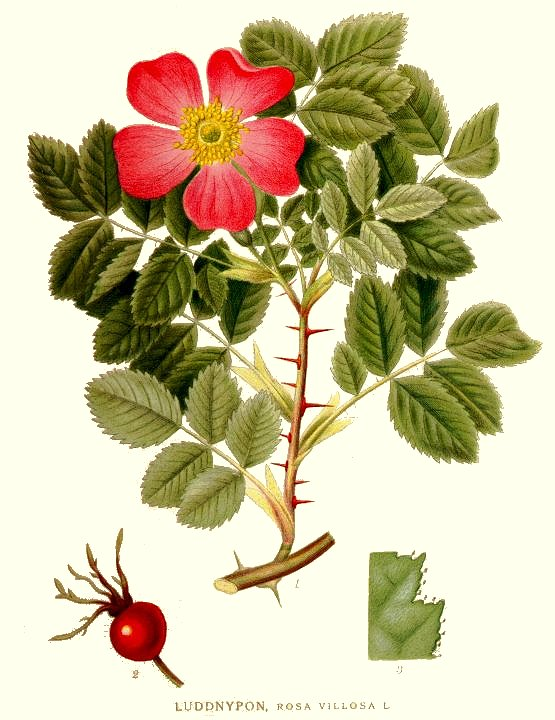
Шипшина (Rosa villosa)
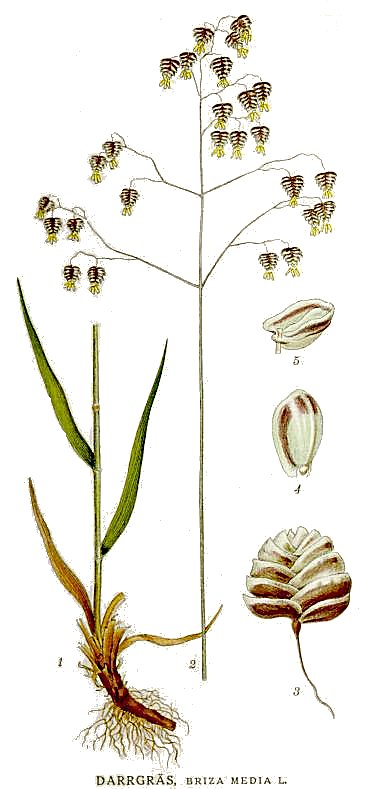
Briza media
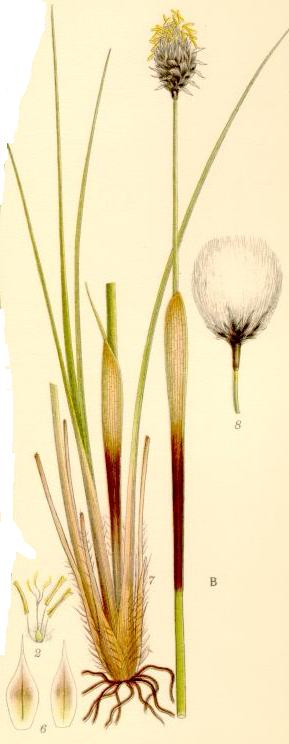
Пухівка піхвова (Eriophorum vaginatum)
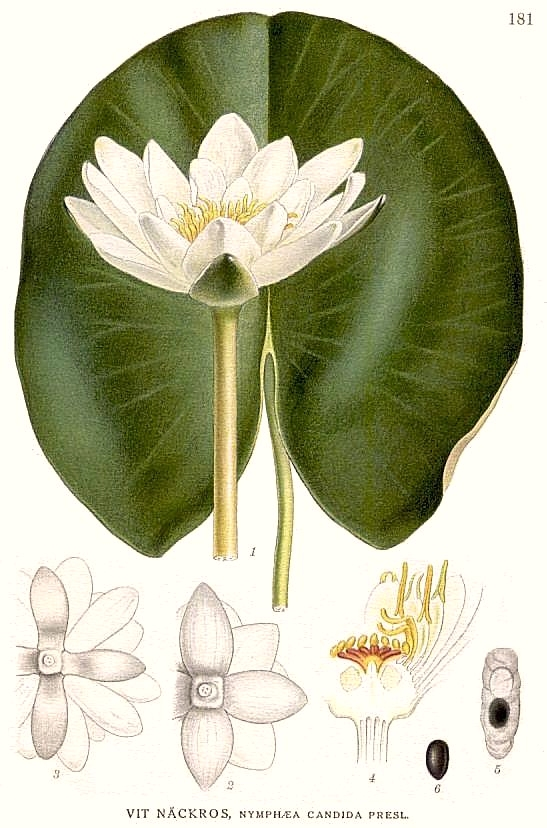
Латаття сніжно-біле (Nymphaea candida)
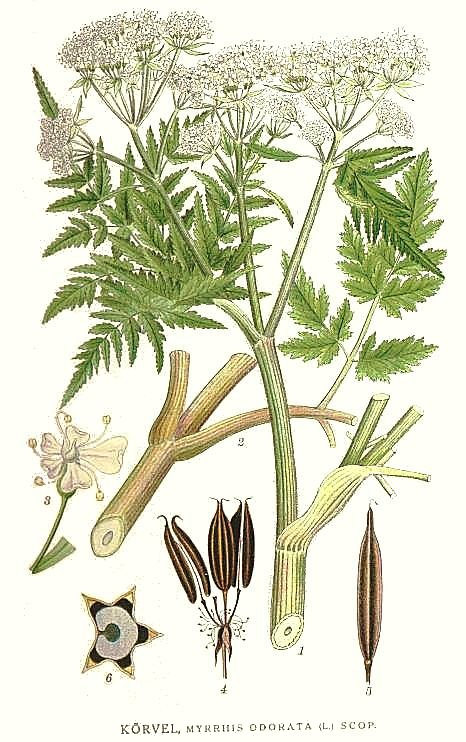
Myrrhis odorata
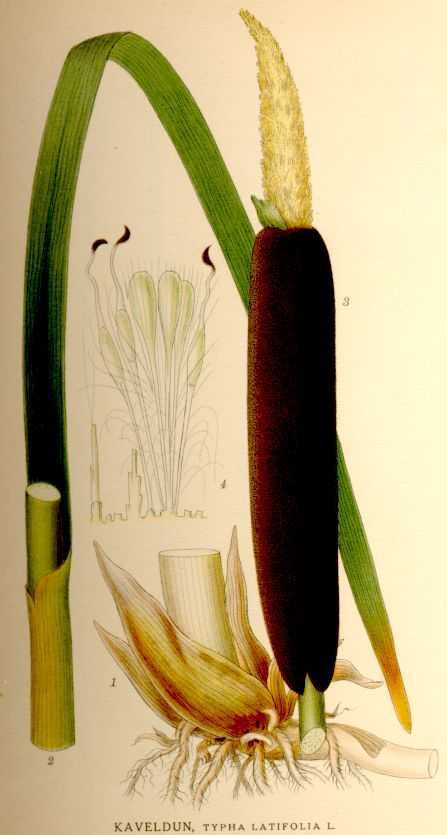
Рогіз широколистий (Typha latifolia)